# وینچنزو کاماروتو
وینچنزو کاماروتو (انگلیسی: Vincenzo Cammaroto؛ زادهٔ ۴ ژانویهٔ ۱۹۸۳) بازیکن فوتبال اهل ایتالیا است.
از باشگاه‌هایی که در آن بازی کرده‌است می‌توان به باشگاه فوتبال آلساندریا اشاره کرد.